# Kobayashi Hisaaki
Hisaaki Kobayashi (sinh ngày 30 tháng 9 năm 1978) là một cầu thủ bóng đá người Nhật Bản.

## Sự nghiệp câu lạc bộ
Hisaaki Kobayashi đã từng chơi cho Shimizu S-Pulse.